# Several Species of Small Furry Animals Gathered Together in a Cave and Grooving with a Pict
„Several Species of Small Furry Animals Gathered Together in a Cave and Grooving with a Pict” („Kilka gatunków zwierzątek futerkowych zebranych w jednej jaskini i spędzających wesoło czas z Piktem”) – utwór grupy Pink Floyd, z drugiej części albumu Ummagumma, słynący przede wszystkim z długiego tytułu.
Pięciominutowy utwór jest żartem muzycznym – kolażem dźwiękowym zmontowanym przez Rogera Watersa, który kończy się wykrzykiwanym przez autora tekstem w języku Piktów. Autentyczność tekstu piktyjskiego jest przez niektórych kwestionowana – twierdzą, że Waters wykrzykiwał nic nieznaczące słowa nadając im silny akcent typowy dla tego dialektu.
W utworze znajduje się krótka „ukryta wiadomość”, którą można usłyszeć od 4:32 do 4:33 spowalniając o połowę odtwarzanie. Słychać wtedy Rogera Watersa wymawiającego słowa That was pretty avant-garde, wasn’t it? („To było całkiem awangardowe, nieprawdaż?”).